# Клей (округ, Южная Дакота)
Округ Клей (англ. Clay County) располагается в США, штате Южная Дакота. По состоянию на 2010 год, численность населения составляла 13 864 человек. Был основан в 1862 году, получил своё наименование в честь американского политического и военного деятеля Генри Клея.

## География
По данным Бюро переписи США, общая площадь округа равняется 1080,5 км², из которых 1067,6 км² суша и 13,2 км² или 1,22 % это водоёмы.

## Население
По данным переписи населения 2000 года в округе проживает 13 537 жителей в составе 4 878 домашних хозяйств и 2 721 семей. Плотность населения составляет 13,00 человек на км2. На территории округа насчитывается 5 438 жилых строений, при плотности застройки около 5,00-ти строений на км2. Расовый состав населения: белые — 92,78 %, афроамериканцы — 1,00 %, коренные американцы (индейцы) — 2,66 %, азиаты — 1,95 %, гавайцы — 0,01 %, представители других рас — 0,29 %, представители двух или более рас — 1,31 %. Испаноязычные составляли 0,89 % населения независимо от расы.
В составе 28,00 % из общего числа домашних хозяйств проживают дети в возрасте до 18 лет, 45,00 % домашних хозяйств представляют собой супружеские пары проживающие вместе, 8,10 % домашних хозяйств представляют собой одиноких женщин без супруга, 44,20 % домашних хозяйств не имеют отношения к семьям, 31,00 % домашних хозяйств состоят из одного человека, 8,00 % домашних хозяйств состоят из престарелых (65 лет и старше), проживающих в одиночестве. Средний размер домашнего хозяйства составляет 2,32 человека, и средний размер семьи 2,93 человека.
Возрастной состав округа: 18,80 % моложе 18 лет, 31,50 % от 18 до 24, 23,80 % от 25 до 44, 15,80 % от 45 до 64 и 15,80 % от 65 и старше. Средний возраст жителя округа 25 лет. На каждые 100 женщин приходится 94,30 мужчин. На каждые 100 женщин старше 18 лет приходится 92,50 мужчин.